# ステッドラー
ステッドラー有限合資会社（独: STAEDTLER Mars GmbH & Co. KG ）は、ドイツ・ニュルンベルクに本拠を置く、筆記具や製図用品の世界的なメーカーである。
"effect for ecology"をスローガンに、環境先進国のドイツのメーカーとして、早くから環境への取り組みを行っている。環境保全のため、排水の浄化、原料の選別・材料の再利用、排熱の有効活用によるエネルギー保全など、数多くの施策を実施している。近年では、WOPEX鉛筆はもちろん、100年以上の歴史をもつルモグラフ鉛筆をはじめとする、木軸の鉛筆や色鉛筆にも、森林保護認証地の木材を導入している。

## 沿革
- 1662年頃にニュルンベルクでフリードリッヒ・ステッドラー（Friedrich Staedtler）がグラファイト芯を持つ木製ケースの鉛筆を発明した。[3]
- 1835年 - その後、子孫のシュテットラー家は家業として鉛筆を生産・販売していたが、産業革命の波を受け、ヨハン・セバスチャン・ステッドラー (Johann Sebastian Staedtler) によって会社化された。
- 1884年 - ロンドンに事務所を設立。
- 1887年 - パリに事務所を設立し、鉛筆・12硬度、色鉛筆48色の量産を開始。
- 1895年 - 擬人化した三日月をトレードマークとして登録。
- 1898年 - ヨハニス地区に工場を移転。
- 1900年 - マルスを商標として登録に成功。
- 1901年 - ノリスを商標として登録。マルスブルー仕上げの鉛筆を市場に投入。
- 1922年 - ニューヨーク支店設立。
- 1926年 - 大阪に事務所を設立し、日本にこの頃から、ステッドラーが進出。
- 1929年 - ロンドン支店設立。
- 1937年 - 名称を「Mars pencil and fountain pen Factory」に変更。シャープペンシルを取り扱い品群として導入。
- 1949年 - ボールペン製造を開始する。
- 1950年 - ルドルフ・クロイツァー財団設立。
- 1954年 - ルモカラーを商標登録
- 1955年 - 芯ホルダーを製品化。
- 1955年 - 製図デザイン市場に当時、最先端であった物質、プラスチック軸のシャープペンシルを投入を始める。
- 1957年 - 年間鉛筆生産量が1億4400万本になる。
- 1960年 - 年間鉛筆生産量が1000億本突破。
- 1962年 - マルス500製図ペンの発売開始。
- 1965年 - サインペン発売開始。
- 1974年 - 日本法人であるステツドラー日本株式会社設立。
- 1988年 - 本社および工場をドイツ・ニュルンベルグ郊外へ移転。
- 1997年 - ステッドラー財団設立。
- 2002年 - エルゴソフトシリーズを発売。
- 2003年 - トリプラスシリーズを発売。
- 2009年 - WOPEX鉛筆を発表。
- 2011年 - WOPEX鉛筆において、225.2メートルという世界最長の鉛筆の製作に成功し、ギネス世界記録に認定される。
- 2013年 - 高級筆記具シリーズの「ステッドラープレミアム」 発表。
- 2019年 - マルスルモグラフ高級鉛筆が全24硬度となる[4]。

## 主な製品

### 鉛筆
日本市場向けに販売される製品では、一部を除き鉛筆の前削りを行っていない。
100 マルス ルモグラフ 製図用高級鉛筆
製図・ファインアート・デザインなどのプロフェッショナルユーザーから厚い信頼を受けている鉛筆。グラファイト芯。
2017年に9B・7H-9Hが追加されるとともに、カーボン芯だった7B・8Bがグラファイト芯に変更された。2019年に10B-12B・10Hが追加されている。
- 全24硬度（12B、11B、10B、9B、8B、7B、6B、5B、4B、3B、2B、B、HB、F、H、2H、3H、4H、5H、6H、7H、8H、9H、10H）

100B マルス ルモグラフ ブラック 描画用高級鉛筆
カーボン鉛筆であるマルス ルモグラフ ブラックは、木炭のように光沢のない濃い黒で描画することができる。
- 全6硬度（8B、7B、6B、4B、2B、HB）

- 108 オムニクローム 色鉛筆
- 110 トラディション 一般用鉛筆
- 118 ノリスクラブ トリプラス鉛筆
- 119 ノリスクラブ トリプラス ジャンボ鉛筆 書き方鉛筆
- 120 ノリス 一般用鉛筆
- 150 マルス エルゴソフト鉛筆
- 151 マルス エルゴソフト鉛筆（太軸）
- 152 ノリス エルゴソフト鉛筆
- 153 ノリス エルゴソフト 書き方鉛筆
- 180 ウォペックス 環境配慮型鉛筆

### シャープペンシル
770 シリーズ
1978年に誕生し、「MARS-MICROGRAPH」という名称て販売されていたが、1990年に廃盤になった。その後2024年より復活した製図用シャープペンシル。芯径は0.3,0.5,0.7,0.9mm。
771
1.3 mmの太芯のシャープペンシル。マークシートなどの記入に最適。
774 25
トリプラスシリーズのシャープペンシル。人間工学に基づいており、三角軸で持ちやすく、書きやすい。
777 05
軽量ボディと大きめの消しゴムが特徴。
925 シリーズ
製図用のシャープペンシルシリーズ。 925 85モデルは2005年度、グッドデザイン賞を受賞している。
925
ボディにABS樹脂、グリップはラバーの軽量モデル。
925-15
ボディにABS素材を使用し、軽量かつにぎりやすい、エラストマーグリップが特徴。
925-25
シルバーシリーズ。アルミ製でロングスリーブと低重心で安定感のある設計。
925-35
925-25の色違いモデル。
オールブラック
925-25 / 35の色違いモデル。
925-75
ABS素材を使用し、軽量モデル。
925-77(ヘキサゴナル)
アルミ製で六角形軸が特徴のモデル。表面にはラバー塗装が施されている。
925-55（廃盤）
925-65のシルバーモデル
925-65（廃盤）
ロングスリーブや、硬度表示など、製図用シャープペンシルの良い部分を踏襲したカラフルな6色シリーズ。
925-85(REG)(廃盤)
アルミ製でかなり重く、芯の操出量を調節する機能がある。

### 色鉛筆
カラト アクェレル水彩色鉛筆
1製品で2通りの表現を楽しむことのできる色鉛筆。色鉛筆としての持ち味はもちろん、非常に水溶けのよい柔らかい特殊顔料を使用している。耐候性に優れた、全60色の展開。
ノリスクラブ色鉛筆
ヨーロッパの安全基準（EN71）に基づいて作られた、安全性の高い色鉛筆。ABS加工で芯が折れにくく、子供の使用に最適。
- 色鉛筆
- 水彩色鉛筆
- 消せる色鉛筆
- あすのてんき

の4種類のラインナップ
エルゴソフト色鉛筆
滑らず手によくフィットするステッドラー独自のソフト表面加工と、人間工学に基づいく三角形状のボディが特徴。
- 色鉛筆
- 水彩色鉛筆

の2種類のラインナップ
buddy色鉛筆
子供が初めて持つのに最適な色鉛筆。太軸で持ちやすく、芯が折れにくい。1本で、色鉛筆・水彩色鉛筆・クレヨンの3通りの使い方ができる。全18色。
146油性色鉛筆
デザインジャーニーシリーズの色鉛筆。柔らかく、しっかりと描けて、鮮やかな発色が特徴。

### トリプラス カラーペン
人間工学に基づいた、三角軸のカラーペンシリーズ。2 - 3日キャップを閉めなくても乾かないドライセーフインクなど、機能性も高い。
323 トリプラス カラーペン
芯径 1.0 mmのカラーペン 全48色。
334 トリプラス ファインライナー
芯径 0.3 mmのカラーペン 全60色。
331 トリプラス パーマネント
芯径0.3 mmの油性カラーペン 全10色。
362/362 C トリプラス テキストサーファー
芯径1 - 4 mmの柔らかいペン先の蛍光ペン 全14色。

### ピグメントライナー
ブラック
濃く、はっきりとした線が描ける水性顔料系インクを使用。耐久性、耐光性に優れ、乾いた後であれば、水彩色鉛筆などと併用でき、スケッチなどに適する。ペン先は、衝撃や摩耗に強い。
- 12線種（0.05 mm、0.1 mm、0.2 mm、0.3 mm、0.4 mm、0.5 mm、0.6 mm、0.7 mm、0.8 mm、1.0 mm、1.2 mm、斧型 0.3 - 2.0 mm）

カラータイプ
- 2線種（0.3 mm、0.5 mm）
- 全6色（レッド、ブルー、オレンジ、グリーン、パープル、ブラウン）

### ルモカラー
ルモカラー油性ペン
優れた定着性と耐光性で、ガラス・陶器・OHPフィルムなど様々なモノに書くことができる。ドライセーフインクで、2日間キャップを閉めなくても乾かない。
- 全8色
- 4線幅

ルモカラースペシャル
耐水性・耐光性・速乾性に優れている。ボディおよび、キャップも耐用年数が長く、環境にやさしい。
ルモカラー水性タイプもあり。

### ボールペン
アバンギャルド
振り子式の多機能ペン。機能は油性ボールペンの黒・赤・青、シャープペンシルの0.5 mmの4つ。
アバンギャルド ライト
振り子式の多機能ペンで、アバンギャルドの廉価版。機能は油性ボールペンの黒・赤、シャープペンシルの0.5 mmの3つ。
437（トリプラス ボール）
ボール径0.7 mmの単色ボールペン。インク色はレッド、ブルー、グリーン、ブラックの4色。
425 25
2021年2月に発売された油性ボールペン。
コンクリートボールペン
軸がコンクリートでできた油性ボールペン。軸は六角形。
TRX
三角軸のボールペン。表面には特殊なアルマイト加工がされている。

### 字消し

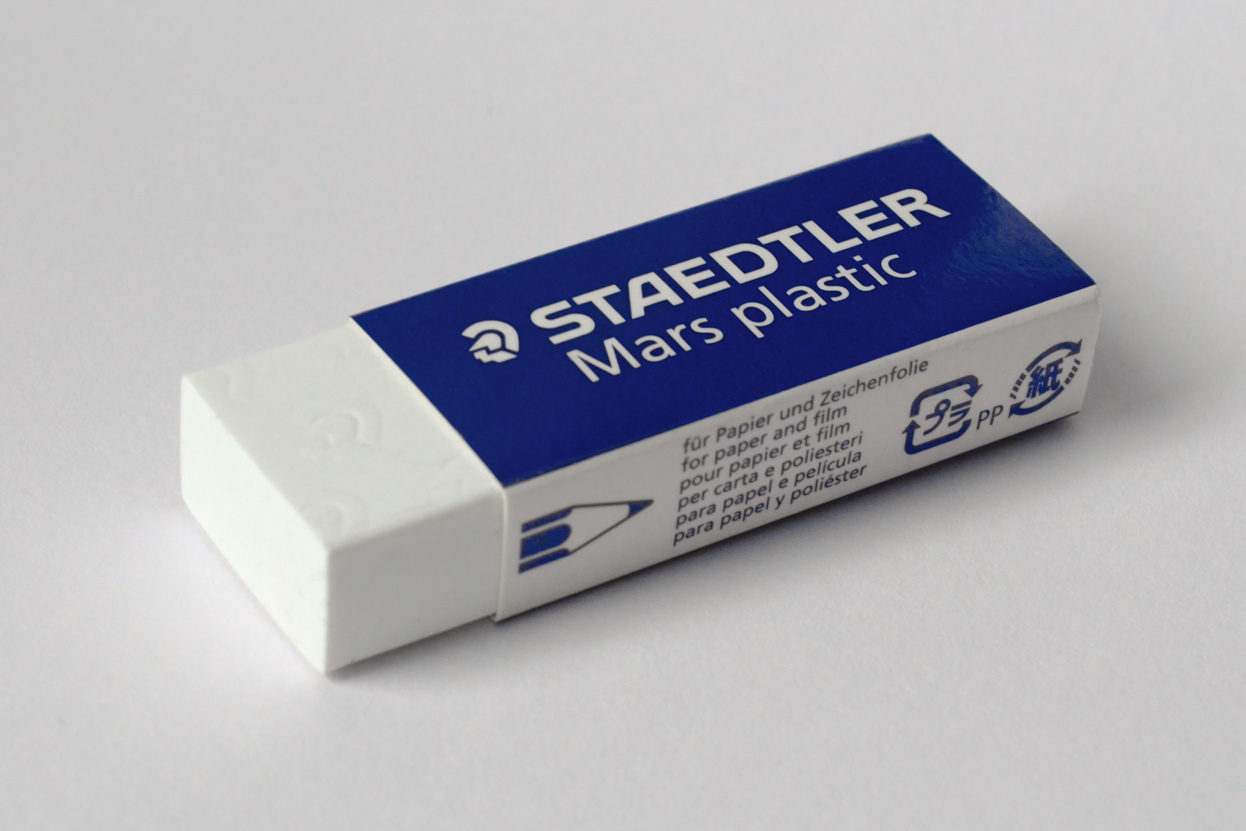
マルスプラスチック

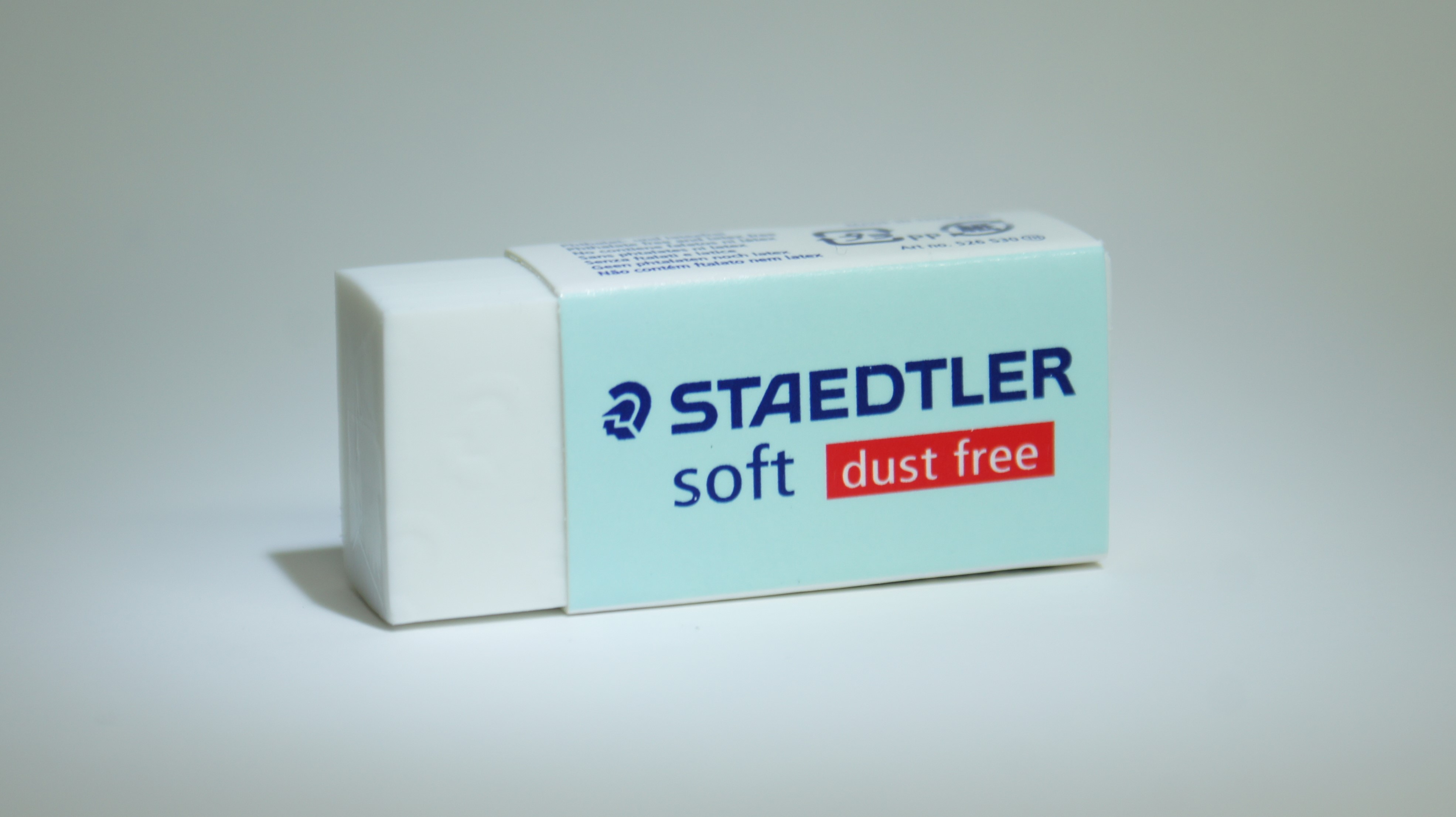
ソフトイレーザー (526 S30)

ステッドラーの字消しには鉛筆などで書いた物はもちろん、インクを消去できる砂消しゴムと通常の字消しが組み合わさったコンビ消しゴムもある。また、ステッドラーの消しゴムは粗く擦れるため、紙に付着しにくい。
「Made in Germany」の消しゴムには、次の素材を使用している。
- PVC

- 白亜

- ゼラチン

また、再生可能原材料(EN16785-2)を最低56%使用している字消しや、一部の製品にはフタレイト(フタル酸エステル)とラテックスを含まないなどの自然への配慮がなされている。
マルスプラスチック (Mars plastic)
品番：
- 526 50

- 526 53

長期間使用しても品質の変化が少ない。フタレイト、ラテックスフリー。鉛筆用。ドイツ製。
字消し本体にステッドラーの象徴である“マルスヘッド”の刻印がレリーフ調に配されている。
マルスプラスチック コンビ (Mars plastic combi)
- 526 508

マルスプラスチックと製図インク用字消しがどちらも付いている字消し。鉛筆、製図インク両用。ドイツ製。
同様に“マルスヘッド”の刻印がレリーフ調に配されている。
ソフトイレーザー
- 526 S20
- 526 S30

柔らかく、濃く書いた文字も消しやすく、かつ消しカスがまとまりやすい。鉛筆用。タイ製。
同様に“マルスヘッド”の刻印がレリーフ調に配されている。
PVCフリー字消し (PVC-free)
- 525 B20
- 525 B30

PVC（塩化ビニル）、フタレイト、ラテックスが含まれていない。鉛筆用。台湾製。
“マルスヘッド”の刻印は配されていない。
トラディション　字消し (tradition)
- 526 T20

適度な硬さ、コシの強さにより、減りにくく折れにくい。フタレイト、ラテックスフリー。鉛筆用。ドイツ製。
“マルスヘッド”の刻印がレリーフ調に配されている。
ラゾプラスト (rasoplast)
- 526 B40

適度な硬さ、コシの強さにより、減りにくく折れにくい。フタレイト、ラテックスフリー。鉛筆用。ドイツ製。
“マルスヘッド”の刻印がレリーフ調に配されている。
ラゾプラスト ブラック
- 526 B20-9 (M)
- 526 B40-9 (SS)

ドイツ製。“マルスヘッド”の刻印がレリーフ調に配されている。
ラゾプラスト コンビ (rasoplast combi)
- 526 BT30

ラゾプラストと砂消しがどちらも付いている字消し。鉛筆・インク両用。ドイツ製。
“マルスヘッド”の刻印がレリーフ調に配されている。
マルスプラスチック カラー(Mars plastic colour) [限定] 
- 526 50 E1

マルスプラスチックの色付き。カラーバリエーションはダークモウブサンド、ターコイズ、ライトグレーの4色。鉛筆用。ドイツ製。
“マルスヘッド”の刻印がレリーフ調に配されている。
ステッドラー 鉛筆型ハケ付き字消し (Mars rasor)
- 526 61

粒子が細かいグラスパウダーを採用し、紙面をあまり痛めない砂消しタイプの字消し。インク用。ドイツ製。

#### ホルダー字消し
マルス プラスチック
- 528 50BKDA

軽い力でよく消え、消しクズが少ない。フタレイト（フタル酸エステル）、ラテックスが含まれていない。鉛筆用。ドイツ製。
“GERMANY STAEDTLER Mars plastic 528 55”と字消し本体に印刷されている。
PVCフリーホルダー字消し(525 PS)　ステッドラーカラー/アソートカラー/パステルカラー/ブラック/ホワイト/キャンディーカラー/SAKURA
- 525 PS1-1 (ステッドラー)
- 525 PS1S-1 (アソート)
- 525 PS1P-1 (パステル)
- 525 PS1B-1 (ブラック)[16]
- 525 PS1W-1 (ホワイト)[16]
- 525 PS2P-1 (キャンディー)
- 525 PS1A-1 (SAKURA)[17]

PVC(ポリ塩化ビニル)とフタレイトが含まれていない。PVCフリー字消しのホルダータイプ。やわらかく、消しくずが少ない。
字消しの飛び出しや入り込み防止のためのロック機能付き。鉛筆用。台湾製。
PVCフリーホルダー 字消し リフィル　ステッドラーカラー/アソートカラー/パステルカラー
- 525 RPS1 (ステッドラー)
- 525 RPS1S (アソート)
- 525 RPS210 (パステルピンク)
- 525 RPS305 (パステルブルー)
- 525 RPS505 (パステルグリーン)
- 525 RPS602 (パステルパープル)

鉛筆用。台湾製。

#### 練り消しゴム
カラト アートイレーザー
- 5427

吸着力に優れ、よく伸びる。鉛筆、色鉛筆、パステル等に適している。鉛筆用。マレーシア産。

#### 日本未発売品
以下はステッドラー公式サイト(インターナショナル)とその他に記載されている製品である(2025年1月17日現在)。
Noris 526 N
- 526 N20

黄、黒、黄、赤のノリス鉛筆のデザイン。フタレイト、ラテックスフリー。鉛筆用。ドイツ製。
“マルスヘッド”の刻印がレリーフ調に配されている。
STAEDTLER exam 526 E
- 526 E30
- 526 E20

黒の消しゴム。フタレイト、ラテックスフリー。鉛筆用。タイ製。
“マルスヘッド”の刻印がレリーフ調に配されている。
STAEDTLER 526 80-5 Produced from min. 56% renewable raw materials
- 526 80-5

- 526 83-5

本体がオリーブグリーン色なのが特徴の字消し。字消し本体にトウモロコシまたはオリーブ収穫の副産物から得られた5％の植物粉を含み、スリーブが最大100%サトウキビ収穫の残り物からできている。また、グリーン電力を使用している。フタレイト、ラテックスフリー。鉛筆用。ドイツ製。
その他、
- 製図用コンパス
- 製図用定規
- オーブン粘土「FIMO」

等がある。

## ギャラリー

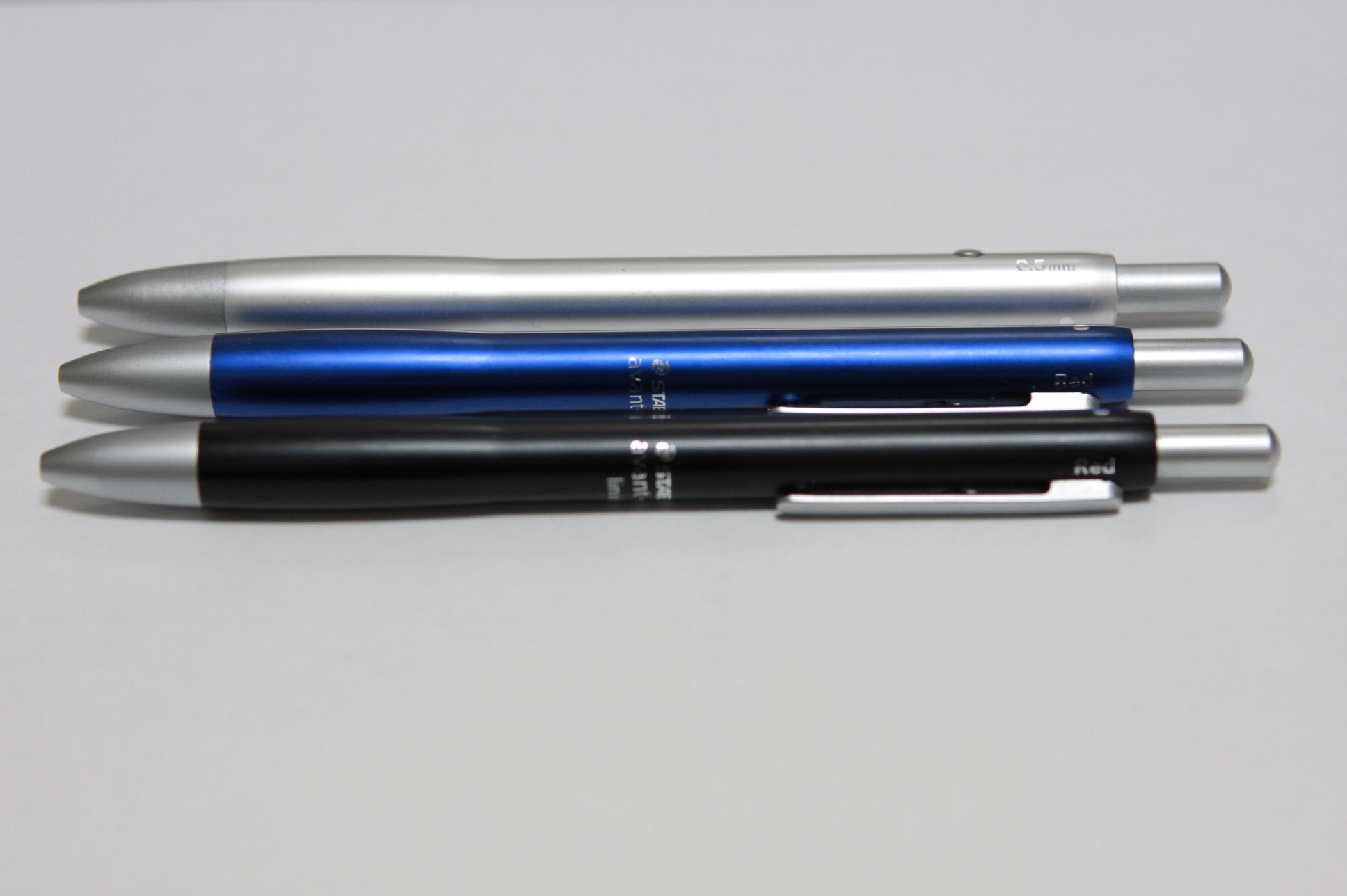
多機能ペンシル アバンギャルド
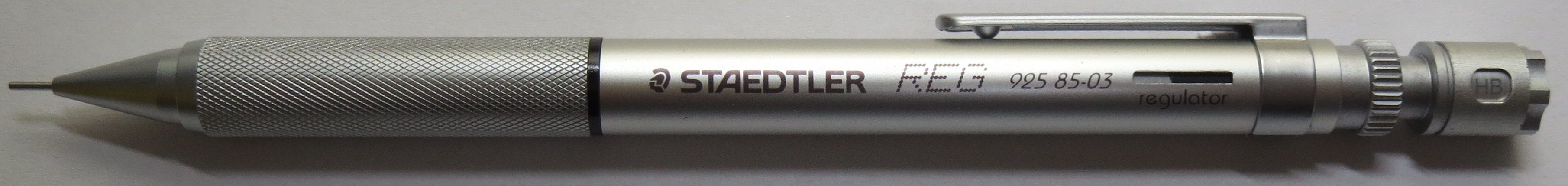
シャープペンシル 925 85-03
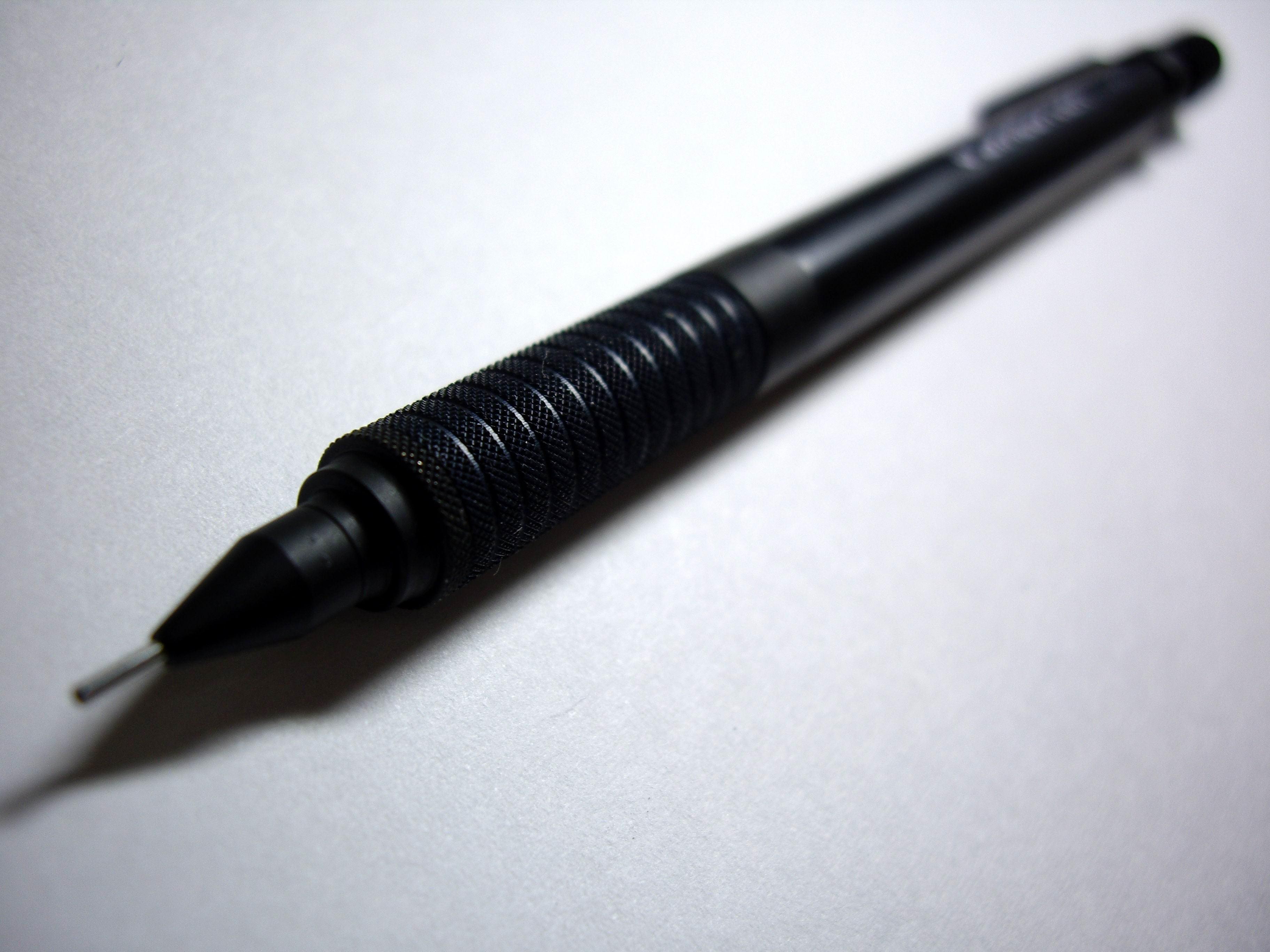
シャープペンシル 925 35-05
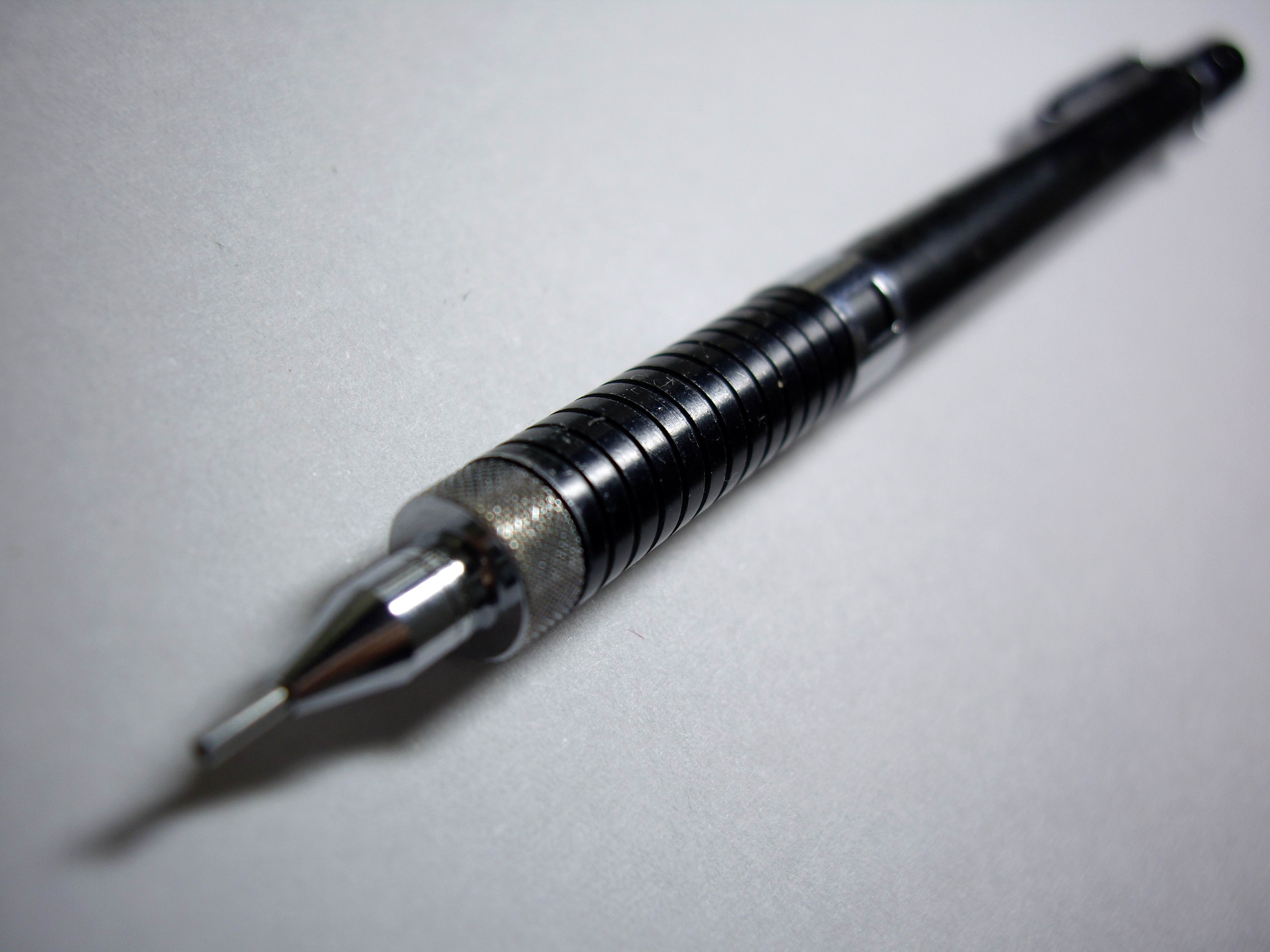
シャープペンシル 925-07。